# Polypodium pleurosorum
Polypodium pleurosorum är en stensöteväxtart som beskrevs av Kze. och Georg Heinrich Mettenius. Polypodium pleurosorum ingår i släktet Polypodium och familjen Polypodiaceae. Inga underarter finns listade.